# Janine Alm Ericson
Janine Sofia Alm Ericson, född Alm 31 oktober 1973 i Alingsås församling, Älvsborgs län, är en svensk politiker (miljöpartist), som är ordinarie riksdagsledamot sedan 2014, invald för Västra Götalands läns västra valkrets. Hon var statssekreterare i Utrikesdepartementet för biståndsminister Per Olsson Fridh från 5 februari 2021 till 30 november samma år.

## Biografi
Janine Alm Ericson har läst statsvetenskap, u-landskunskap, nationalekonomi och freds- och konfliktkunskap vid Örebro, Göteborgs och Uppsala universitet. Hon har arbetat bland annat som taxichaufför, ekonomiansvarig på familjens företag samt politisk sekreterare i Västra Götalandsregionen.
Janine Alm Ericson är suppleant i det privatägda bolaget Speedheater System AB.

## Politisk karriär
Janine Alm Ericson började som lokal fritidspolitiker i Alingsås och var gruppledare och ordförande för Miljöpartiet i Alingsås kommun (2006–2014) och ledamot i arbetsutskottet i Alingsås kommunstyrelse mellan 2010 och 2014. 2014 blev hon åter invald i Alingsås kommunfullmäktige men blev samtidigt invald i Sveriges riksdag.  Alm Ericsson valdes in i riksdagen som personvald 2014 för Västra Götalands läns norra valkrets (från och med 1 januari 2018 Västra Götalands läns västra valkrets). 2016 blev hon nominerad till posten som Miljöpartiets språkrör av Miljöpartiet i Alingsås. Mellan 2017 och 2018 var hon också vice ordförande i kultur- och fritidsnämnden i Alingsås kommun.
Janine Alm Ericson är en av två gruppledare för Miljöpartiets riksdagsgrupp, Miljöpartiets jämställdhetspolitiska talesperson samt ledamot i utrikesutskottet. Sedan 2018 sitter hon som ledamot i Nordiska rådets kommitté för hållbarhet. Janine blev även invald som ledamot i Miljöpartiets partistyrelse 2015 och har suttit i presidiet sedan 2018. Mellan åren 2014 till 2018 var hon Miljöpartiets ekonomisk-politiska talesperson i riksdagen.
Alm Ericson meddelade den 17 september 2020 sin kandidatur till Miljöpartiets språkrörsval 2021 för att efterträda Isabella Lövin som språkrör för partiet. Kandidaturen drogs tillbaka efter att partiets valberedning valde att föreslå Märta Stenevi till nytt kvinnligt språkrör.
Den 5 februari 2021 utsågs hon av regeringen Löfven II till statssekreterare i Utrikesdepartementet åt biståndsminister Per Olsson Fridh.
Efter att Märta Stenevi hade aviserat sin avgång så meddelade Alm Ericson den 16 februari 2024 att hon kandiderar i Miljöpartiets språkrörsval 2024. Även den här kandidaturen drogs tillbaka efter att valberedningen hade valt att nominera Amanda Lind till nytt språkrör.